# Roze amarant
De roze amarant (Lagonosticta rhodopareia) is een zangvogel uit de familie Estrildidae (prachtvinken).

## Verspreiding en leefgebied
Deze soort telt 3 ondersoorten:
- L. r. rhodopareia: zuidelijk Soedan, zuidwestelijk Ethiopië, noordoostelijk Oeganda en westelijk Kenia.
- L. r. jamesoni: van zuidelijk Kenia tot noordelijk en noordoostelijk Zuid-Afrika.
- L. r. ansorgei: zuidwestelijk Congo-Kinshasa, Angola en noordwestelijk Namibië.